# Jorgeus genesisii
Jorgeus genesisii là một loài tò vò trong họ Ichneumonidae.